# Pietro Belluschi
Pietro Belluschi (Ancona, 18 agosto 1899 – Portland, 14 febbraio 1994) è stato un architetto italiano naturalizzato statunitense esponente del Movimento del Modernismo in architettura.

## Biografia

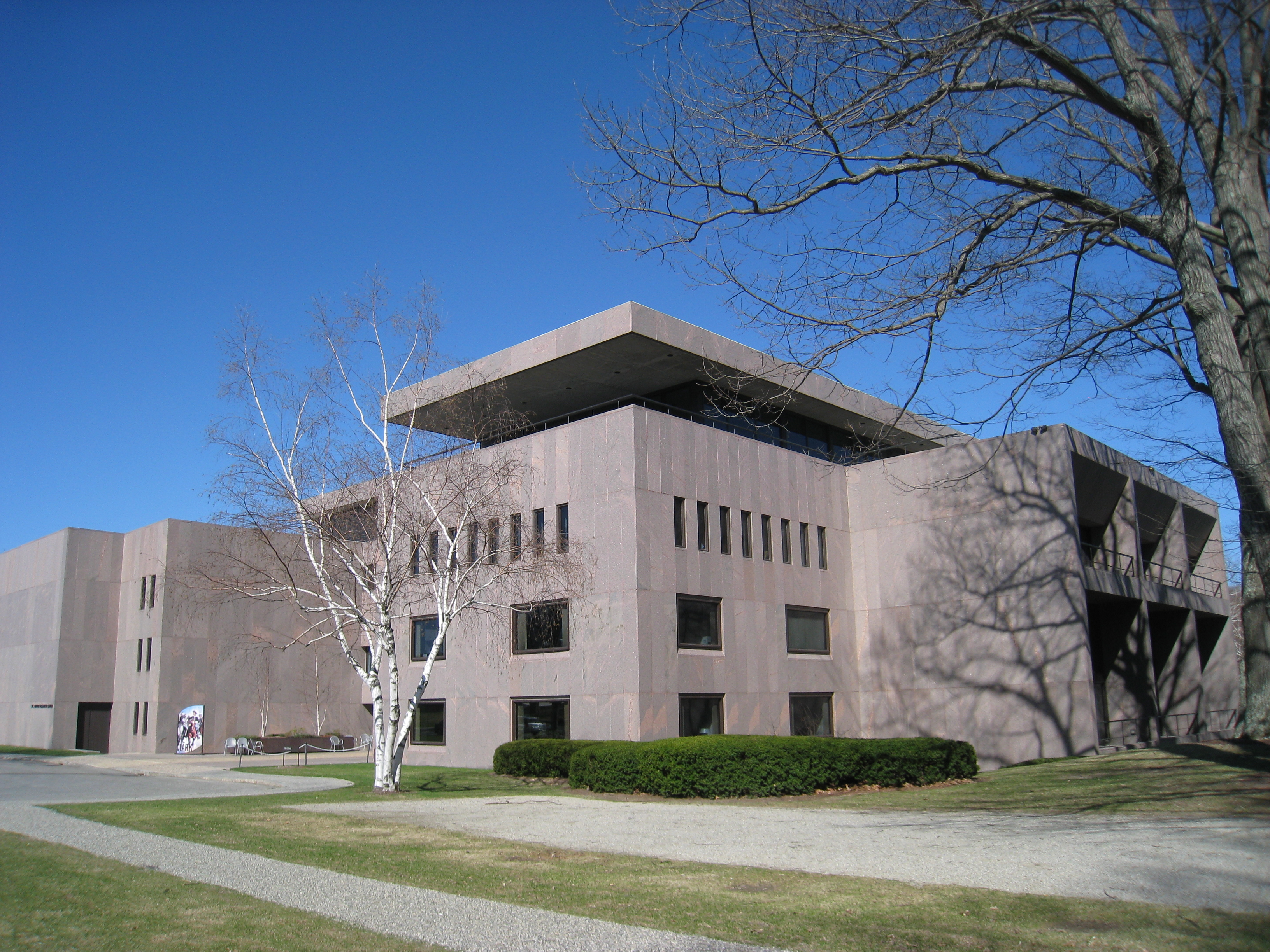
Una delle numerose opere. Clarck Art Instiute.

Nacque ad Ancona nel 1899. Crebbe in Italia e partecipò alla prima guerra mondiale, combattendo in prima linea contro gli austriaci nelle battaglie di Caporetto e Vittorio Veneto. Dopo la guerra studiò ingegneria civile a Roma, dove conseguì la laurea nel 1922.
Si trasferì negli Stati Uniti nel 1923 grazie a una borsa di studio alla Cornell University propiziata da un amico di famiglia, non sapendo parlare inglese. Conseguì una seconda laurea in Ingegneria civile presso la Cornell University. Invece di tornare in Italia, cominciò a lavorare per pochi dollari al giorno come progettista, fino ad arrivare allo studio dell'architetto Albert Ernest Doyle.
Presso l'ufficio dell'architetto Doyle, Belluschi crebbe in fretta, guadagnandosi il titolo di capo designer. Alcuni anni dopo la morte di Doyle (1928), nel 1933 l'azienda lo inserì come socio. Dal 1943 Belluschi assunse il controllo dell'intera azienda, acquistando le quote degli altri soci.
Nel 1953 Belluschi diventò Preside della Scuola di Architettura e Progettazione presso il Massachusetts Institute of Technology, posizione che ricoprì fino al 1965. Quando accettò la nomina a preside, si trasferì nel Massachusetts, e spostò il suo ufficio presso l'azienda Skidmore, Owings and Merrill.
Belluschi emerse come leader dello sviluppo dell'architettura moderna americana grazie ai disegni di svariati edifici che riflettevano l'influenza dello stile internazionale e alla sua consapevolezza di poter sfruttare nuove opportunità tecnologiche e nuovi materiali. Molto importante è l'Equitable Building in Portland: un blocco ufficio rivestito in alluminio considerato il primo edificio ad avere ambiente climatizzato.
Le sue chiese e residenze sono diverse dai suoi progetti ad indirizzo commerciale. Quantunque si inseriscano nel filone del modern design, tendono a sviluppare il moderno linguaggio regionale del Pacific Northwest, utilizzando spesso materiali locali come il legno e integrando gli edifici con le loro realtà rurali o suburbane.
Alla sua città di origine, Ancona, donò il progetto per la sede della facoltà di Ingegneria.

## Opere architettoniche

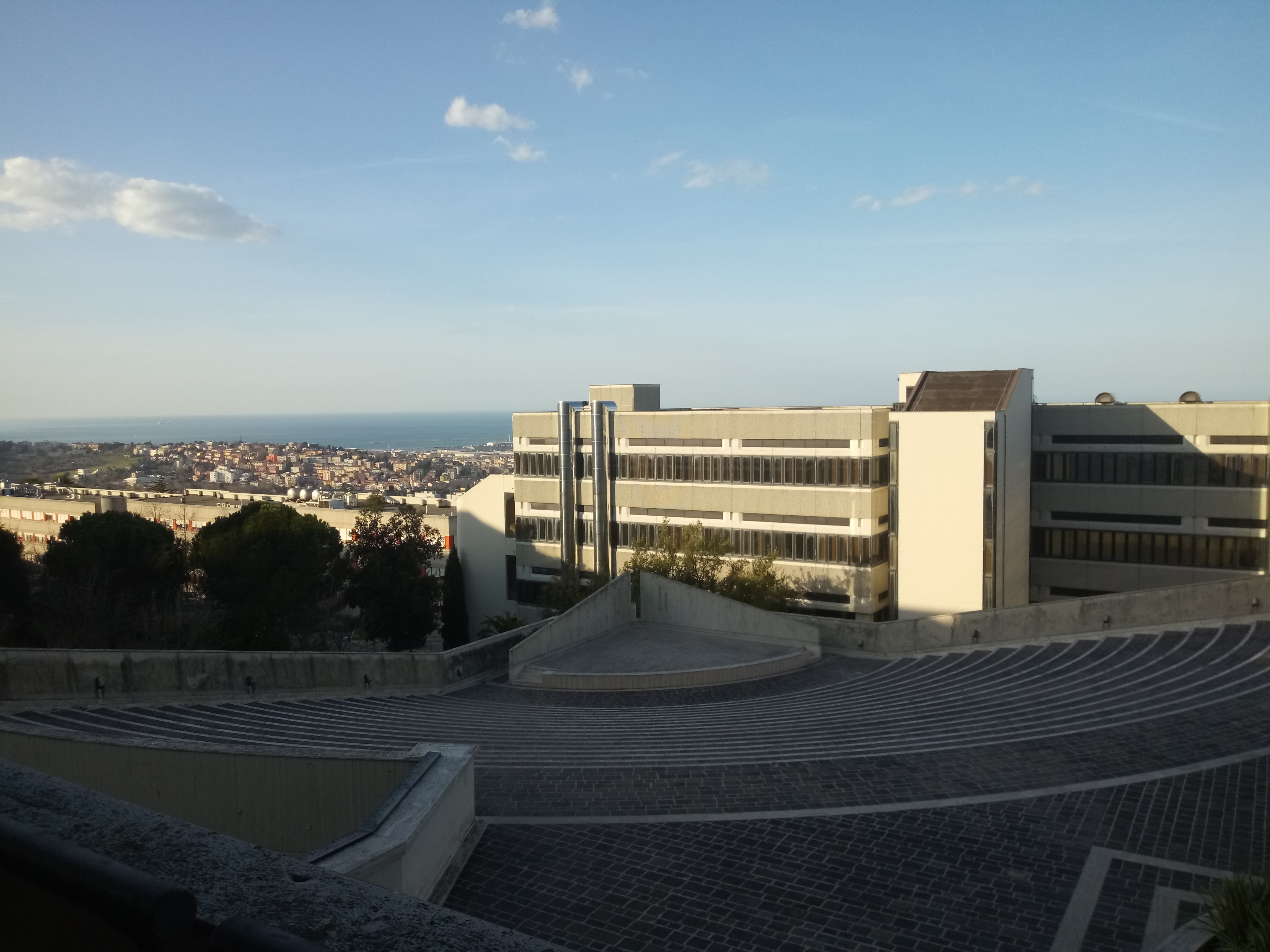
Facoltà di Ingegneria, Ancona

- Cathedral of Saint Mary of the Assumption (in collaborazione con Pier Luigi Nervi), San Francisco, California (USA),1964/1971
- The Juilliard School of Music  (Alice Tully Hall), New York (USA), 1969
- Bank of America, San Francisco, California (USA),1970
- PanAm Building - MetLife (in collaborazione con Walter Gropius e Tac), New York (USA), 1958/1963
- Facoltà di Ingegneria, Ancona

## Onorificenze
Nel 1952 è stato eletto membro dell'Accademia Americana delle Arti e delle Scienze. Altresì membro dell'Istituto Americano di Architetti, premiato con la medaglia d'oro nel 1972.
Nel 1991 è stato premiato con la Medaglia Nazionale delle Arti dalla National Endowment for the Arts per i successi raggiunti durante la sua vita. Partecipò alla giuria che decretò il disegno vincitore per la realizzazione del Memorial per i caduti nella guerra del Vietnam, in Washington.